# Albert II. von Sachsen-Wittenberg
Albert II. von Sachsen-Wittenberg (* um 1285; † 19. Mai 1342 in Passau) war von 1320 bis 1342 Fürstbischof des Bistums Passau.

## Leben
Albert war der dritte Sohn von Herzog Albrecht II. von Sachsen-Wittenberg aus dem Geschlecht der Askanier und der Agnes von Habsburg, einer Tochter von König Rudolf von Habsburg. Für eine geistliche Laufbahn bestimmt, war er Kanonikus von Mainz und Pfarrer von St. Stephan in Wien. 1320 wurde Albert von Papst Johannes XXII. zum Bischof von Passau ernannt. Im Thronstreit zwischen Ludwig dem Bayern und Friedrich dem Schönen stand er auf der Seite seines habsburgischen Vetters Friedrich, den er auch 1322 in der Schlacht bei Mühldorf unterstützte. In Passau ließ er den 1298 zerstörten Neumarkt wieder aufbauen und verkaufte das Rathaus wieder zurück an die Passauer Bürgerschaft.
Er ist im Passauer Dom bestattet.